# Risako Kawai
Risako Kawai (川井 梨紗子) (Tsubata, 21 november 1994) is een vrouwelijke Japanse worstelaar. Zij werd tijdens de spelen van Olympische Spelen van 2016 in Rio de Janeiro kampioen worstelen vrije stijl tot 63 kg en heeft enkele wereldkampioenschappen op haar naam geschreven. 

## Titels
- Aziatisch kampioene vrije stijl tot 58 kg - 2014.
- Olympisch kampioene vrije stijl tot 63 kg - 2016.
- Aziatisch kampioene vrije stijl tot 60 kg - 2017.
- Wereldkampioene vrije stijl tot 60 kg - 2017.
- Wereldkampioene vrije stijl tot 59 kg - 2018.
- Wereldkampioene vrije stijl tot 57 kg - 2019 en 2020.
- Olympisch kampioene vrije stijl tot 58 kg - 2020.

2004: Kaori Icho ·
2008: Kaori Icho ·
2012: Kaori Icho ·
2016: Risako Kawai ·
2020: Yukako Kawai
2004: Saori Yoshida ·
2008: Saori Yoshida ·
2012: Saori Yoshida ·
2016: Kaori Icho ·
2020: Risako Kawai ·
2024: Tsugumi Sakurai